# Internationaux de Strasbourg 2011
Internationaux de Strasbourg 2011 — професійний тенісний турнір, що проходив на кортах з ґрунтовим покриттям. Це був 25-й за ліком турнір. Належав до Туру WTA 2011. Відбувся в Страсбургу (Франція). Тривав з 16 до 22 травня 2011 року.

## Учасниці

### Сіяні учасниці
| Країна     | Гравчиня                | Рейтинг1 | Сіяна |
| ---------- | ----------------------- | -------- | ----- |
| Франція    | Маріон Бартолі          | 12       | 1     |
| Німеччина  | Андреа Петкович         | 15       | 2     |
| Сербія     | Ана Іванович            | 22       | 3     |
| Росія      | Надія Петрова           | 27       | 4     |
| Росія      | Марія Кириленко         | 30       | 5     |
| Словаччина | Даніела Гантухова       | 33       | 6     |
| Іспанія    | Анабель Медіна Гаррігес | 42       | 7     |
| Чехія      | Луціє Градецька         | 45       | 8     |

- Рейтинг подано станом на 9 травня 2011.

### Інші учасниці
Нижче наведено учасниць, які отримали вайлдкард на участь в основній сітці:
- Алізе Корне
- Ана Іванович
- Полін Пармантьє
- Надія Петрова

Нижче наведено гравчинь, які пробились в основну сітку через стадію кваліфікації:
- Стефані Форец Гакон
- Анна-Лена Гренефельд
- Мір'яна Лучич-Бароні
- Аша Ролле

Нижче наведено гравчинь, які потрапили в основну сітку як щасливий лузер:
- Крістіна Макгейл

## Переможниці та фіналістки

### Одиночний розряд
Андреа Петкович —  Маріон Бартолі, 6–4, 1–0 ret.
- Для Петкович це був 2-й титул за кар'єру.

### Парний розряд
Акгуль Аманмурадова /  Чжуан Цзяжун —  Наталі Грандін /  Владіміра Угліржова, 6–4, 5–7, [10–2]